# Humppa

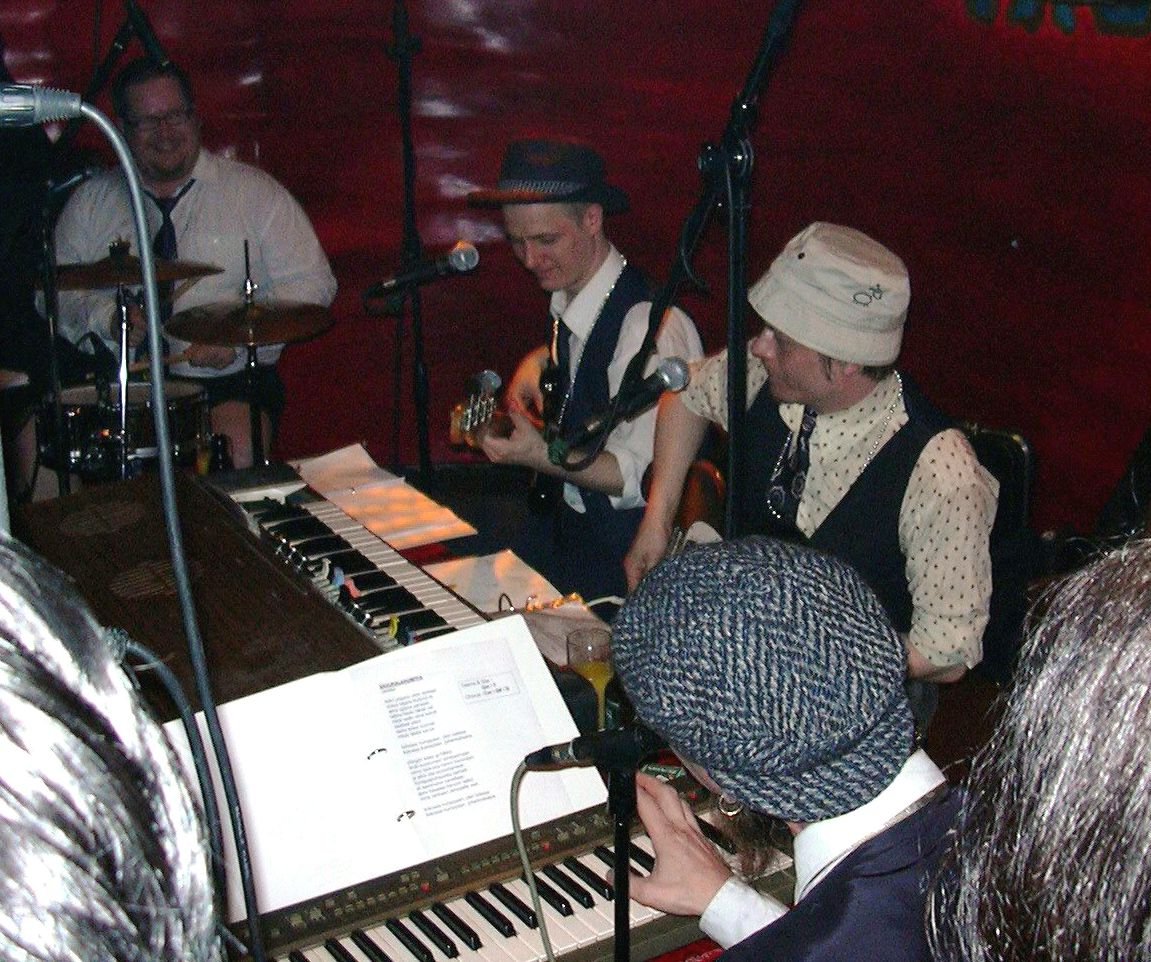
Le groupe de humppa Eläkeläiset sur scène.

La humppa est un genre musical ayant émergé en Finlande. Elle est liée au jazz et à du foxtrot rapide, joué à deux temps (
 ou 
). Le style oscille habituellement entre 220 et 260 BPM. La humppa désigne également le nom de la danse liée au genre musical homonyme. 

## Histoire
Le nom de humppa est pour la première fois cité par Antero Alpola lors d'une émission de radio dans les années 1950. Il usera de ce terme déjà utilisé par les riverains lorsqu'ils jouaient à l'Oktoberfest en Allemagne. Le groupe utilisait probablement un tuba, comme son du tuba sur le premier temps (hump), le second temps devenant un pa (le style allemand lié appelé oom-pah).
Il existe trois différentes danses typiquement associées à la humppa, qui existaient bien avant l'usage du terme lui-même. Une des formes du humppa est liée au one-step, qui a émergé en Finlande en 1913. Dans ce type de humppa, les danseurs font un pas sur chaque premier temps.